# (9732) Juchnovski
(9732) Juchnovski (1984 SJ7) – planetoida z pasa głównego asteroid okrążająca Słońce w ciągu 3 lat i 131 dni w średniej odległości 2,24 j.a. Została odkryta 24 września 1984 roku.